# ジョナサン・グロフ
ジョナサン・グロフ（Jonathan Groff, 1985年3月26日 - ）は、アメリカ合衆国の歌手・俳優。

## 経歴
1985年3月26日、アメリカ合衆国・ペンシルバニア州生まれ。両親は高校のバスケットボールチームのスター選手だったが、彼や彼の兄弟に同じ道を歩ませることを強要しなかったと語っている。兄が一人いる。2003年にコネストーガ・ヴァリー・ハイスクールを卒業した。
2007年に、『春のめざめ』でトニー賞 ミュージカル主演男優賞にノミネートされた。このミュージカルで共演したリア・ミシェルとは今でも親友同士だという。
2010年には、人気テレビドラマ『glee/グリー』にジェシー役で出演した。2013年からはディズニー映画『アナと雪の女王』シリーズでクリストフ役の声優として出演した。
2014年、テレビドラマ『Looking/ルッキング』に主演、シリーズのファイナルでは彼が演じた中で「最も激しい」というセックスシーンを演じた。
2017年よりデイヴィッド・フィンチャー監督のネットフリックスオリジナルシリーズ『マインドハンター』で主役を務めている。

### 私生活
ゲイであることを公にしている。2012年9月頃より交際していた俳優のザカリー・クイントとは、2013年7月頃に破局している。

## 主な出演作品

### 映画
| 公開年 | 邦題 原題                                              | 役名                 | 備考              |
| ------ | ------------------------------------------------------ | -------------------- | ----------------- |
| 2009   | ウッドストックがやってくる! Taking Woodstock           | マイケル・ラング     |                   |
| 2010   | 声をかくす人 The Conspirator                           | ルイス・ウェイクマン |                   |
| 2013   | アナと雪の女王 Frozen                                  | クリストフ           | 声の出演          |
| 2014   | ノーマル・ハート The Normal Heart                      | クレイグ・ドナー     | テレビ映画        |
| 2014   | アメリカン・スナイパー American Sniper                 | Young Vet Mads       |                   |
| 2015   | アナと雪の女王 エルサのサプライズ Frozen Fever         | クリストフ           | 声の出演 短編映画 |
| 2016   | Looking: The Movie                                     | パトリック・マレー   | テレビ映画        |
| 2017   | アナと雪の女王/家族の思い出 Olaf's Frozen Adventure    | クリストフ           | 声の出演 短編映画 |
| 2019   | アナと雪の女王2 Frozen II                              | クリストフ           | 声の出演          |
| 2020   | ハミルトン Hamilton                                    | ジョージ3世          |                   |
| 2020   | オラフの生まれた日 Once Upon a Snowman                 | クリストフ           | 声の出演 短編映画 |
| 2021   | マトリックス レザレクションズ The Matrix Resurrections | スミス               |                   |
| 2023   | ノック 終末の訪問者 Knock at the Cabin                 | エリック             |                   |

### テレビ
| 放映年    | 邦題 原題                                                                      | 役名                       | 備考                                             |
| --------- | ------------------------------------------------------------------------------ | -------------------------- | ------------------------------------------------ |
| 2007      | One Life to Live                                                               | Henry Mackler              | 計11話出演                                       |
| 2010-2015 | glee/グリー Glee                                                               | ジェシー・セントジェームズ | 計15話出演                                       |
| 2012      | グッド・ワイフ The Good Wife                                                   | ジミー・フェルナー         | 第3シーズン第15話「ウィルの決断」                |
| 2012      | BOSS/ボス 〜権力の代償〜 Boss                                                  | イアン・トッド             | 計10話出演                                       |
| 2014-2015 | Looking/ルッキング Looking                                                     | パトリック・マレー         | 主演、計18話出演                                 |
| 2017-2019 | マインドハンター Mindhunter                                                    | ホールデン・フォード       | 主演、計19話出演                                 |
| 2018      | ザ・シンプソンズ The Simpsons                                                  | Actor Playing Bart         | 声の出演 第30シーズン第1話「バートは死んでない」 |
| 2022      | AND JUST LIKE THAT... / セックス・アンド・ザ・シティ新章 And Just Like That... | ポール・デイヴィッド医師   | 第6話「15年という価値」                          |
| TBA       | Lost Ollie                                                                     | Ollie                      | 声の出演                                         |